# Emparedado (canción de Extremoduro)
«Emparedado» es una canción del grupo de hard rock español Extremoduro, incluida en su álbum de estudio debut Tú en tu casa, nosotros en la hoguera de 1989.  

## Descripción
Se trata del séptimo tema del álbum. Saltó la polémica con esta canción porque en 2006 salió la noticia que el ex guitarrista de Dosis Letal, antigua banda de Robe que se convertiría en Extremoduro, Zósimo Pascual, había emparedado a su hermana después que esta falleciera a causa de una sobredosis.
En el álbum Agila de Extremoduro, aparece en los créditos que la canción "La Carrera" está compuesta por Robe y Zósimo en el 1983.